# Бегимкулов, Анарбек
Анарбек Бегимкулов — советский узбекистанский хозяйственный деятель, Герой Социалистического Труда.

## Биография
Родился в 1914 году на территории современного Куйичирчикского района Ташкентской области. Член КПСС с 1952 года.
В 1930—1933 — колхозник, в 1934—1942 — тракторист колхоза имени Ворошилова Нижнечирчикского района Ташкентской области.
Участник Великой Отечественной войны
В 1946—1975 — звеньевой колхоза имени Ворошилова Нижне-Чирчикского района Ташкентской области.
Указом Президиума Верховного Совета СССР от 11 января 1957 года присвоено звание Героя Социалистического Труда с вручением ордена Ленина и золотой медали «Серп и Молот».
Умер после 1985 года.

## Награды и звания
- Герой Социалистического Труда (17.07.1951)
- Орден Ленина (17.07.1951)
- Орден Отечественной войны II степени (06.04.1985)